# Medaille „Donau-Schwarzmeer-Kanal“
Die Medaille „Donau-Schwarzmeer-Kanal“ (rumänisch Medalia canalul Dunăre-Marea Neagră)  war eine staatliche Auszeichnung der Sozialistischen Republik Rumänien. Die Stiftung erfolgte 1984 in einer Klasse. Sie wurde an Personen verliehen, die sich um Planung und Ausführung des Donau-Schwarzmeer-Kanals verdient gemacht hatten.

## Aussehen und Trageweise
Das Avers der vergoldeten Medaille zeigt eine stilisierte Darstellung des Kanals sowie die dazugehörigen Bauwerksdaten 1976 1984. Oben wird die Abbildung von einer halbkreisförmigen Umschrift umschlossen: CANALUL DUNĂRE-MAREA NEAGRĂ.  Das Revers der Medaille zeigt zwei gebundene Lorbeerblätter sowie die Inschrift: MĂREAṬA IZBÎNDĂ A POPORULUI ROMÂN ÎN EPOCA CEAUṢESCU (Glorreicher Sieg des rumänischen Volkes in der Epoche Ceaușescu).
Getragen wurde die Medaille an der linken Brustseite des Beliehenen an einer goldenen fünfeckigen Metallspange mit Lorbeergebinde und farbig aufgelegter Nationalfahne.